# Gabinete Viviani I
O Gabinete Viviani I foi o ministério formado por René Viviani em 13 de junho de 1914 e dissolvido em 26 de agosto do mesmo ano. Foi o 58º gabinete da Terceira República Francesa, sendo antecedido pelo Gabinete Ribot IV e sucedido pelo Gabinete Viviani II.

## Contexto
René Viviani foi chamado para gerenciar a "Crise de Julho", que se seguiu ao atentado de Sarajevo (28 de junho), antes de ocorrer a declaração de guerra da Alemanha que levou a França à Primeira Guerra Mundial (1º de agosto). Este evento exigiu uma remodelação ministerial no mesmo dia, que aliviou notavelmente o Presidente do Conselho de Ministros das suas funções como ministro dos Negócios Estrangeiros em favor de Gaston Doumergue.
Em 15 de julho, a sessão parlamentar foi encerrada com um debate bastante acalorado sobre o financiamento militar. O debate também ocorreu no Senado Francês, onde o vice-presidente do Comitê das Forças Armadas Francesas denunciou a falta de preparo da França em caso de guerra. Dias depois, o Presidente da República, Raymond Poincaré, e René Viviani partiram para a Rússia para tentar convencer o czar Nicolau II e seus ministros a mostrar moderação no conflito emergente entre a Áustria-Hungria e a Sérvia - foi um fracasso. Em retorno à Paris, Viviani se deparou com manifestações antiguerra organizadas por inúmeros sindicatos e, no fim daquele mês, a Alemanha emitiu um ultimato à França e à Rússia, no mesmo dia em que o líder socialista e pacifista Jean Jaurès foi assassinado.

Em 1º de agosto, após a declaração de guerra da Alemanha à Rússia, o governo decretou mobilização geral. No dia seguinte, uma patrulha alemã entrou em território francês perto de Belfort e encontrou um pequeno posto de infantaria, fato que ocasionou o assassinato de um cabo (a primeira morte francesa na guerra). No dia 4, o Parlamento Francês foi convocado para sessão extraordinária. No Senado, o ministro da Justiça leu uma mensagem do Presidente da República pedindo uma "União Sagrada" (Union Sacrée) de todos os partidos. Em seguida, Viviani leu uma mensagem do governo:
A França, injustamente provocada, não queria a guerra. Fez de tudo para evitá-la. Uma vez que lhe foi imposta, defender-se-á da Alemanha e de qualquer potência que, ainda não tendo manifestado os seus sentimentos, tome parte ao lado desta no conflito entre ambas.
Por fim, a Assembleia e o Senado votaram unanimemente pelos créditos de guerra. Em 11 de agosto, a França declarou guerra à Áustria-Hungria e dias depois o gabinete renunciou, para retornar ao poder após uma nova reformulação.

## Composição
- Presidente da República: Raymond Poincaré
- Presidente do Conselho de Ministros: René Viviani
- Ministro dos Estrangeiros: René Viviani; Gaston Doumergue
- Ministro da Justiça: Jean-Baptiste Bienvenu-Martin
- Ministro do Interior: Louis Malvy
- Ministro da Guerra: Adolphe Messimy
- Ministro das Finanças: Joseph Noulens
- Ministro da Marinha: Armand Gauthier de l'Aude; Jean-Victor Augagneur
- Ministro da Instrução Pública e Belas Artes: Jean-Victor Augagneur; Albert Sarraut
- Ministro das Obras Públicas: René Renoult
- Ministro da Agricultura: Fernand David
- Ministro do Comércio, Indústria, Correios e Telégrafos: Gaston Thomson
- Ministro das Colônias: Maurice Raynaud
- Ministro do Trabalho e Previdência Social: Maurice Couyba

## Realizações
- Introdução de um imposto de renda pessoal;
- Instituição de sanções contra soldados que se mutilam para evitar retornar ao front de batalha.